# Alfred Riedl (Fußballspieler)

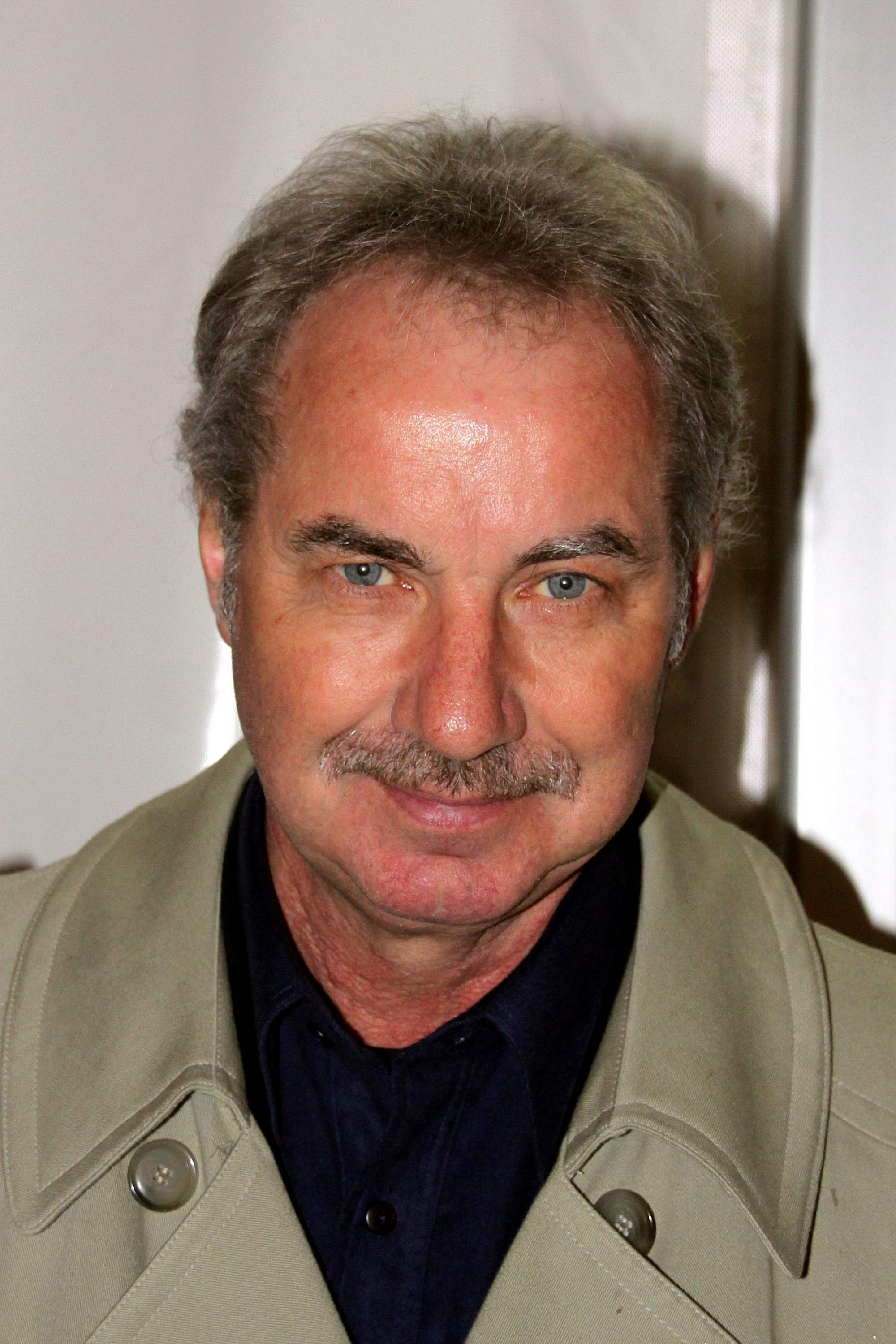
Alfred Riedl (2010)

Alfred Riedl (* 2. November 1949 in Wien; † 8. September 2020 in Pottendorf) war ein österreichischer Fußballspieler und -trainer.

## Karriere
Seine Stationen als Spieler waren u. a. FK Austria Wien, Royal Antwerpen, Standard Lüttich, FC Metz und der Grazer AK. Seine größten Erfolge als Spieler waren die österreichischen Meisterschaften von 1969 und 1970 mit Austria Wien und die Siege von 1971 und 1981 mit Austria und dem Grazer AK im ÖFB-Cup. In beiden Cupfinals war er der Matchwinner. 1971 gegen Rapid glich er zwei Minuten vor Spielende aus und erzielte in der Verlängerung den Siegtreffer zum 2:1. 1981 wurde das Finale mit Hin- und Rückspiel ausgetragen. Nachdem der GAK beim SV Austria Salzburg mit 0:1 verloren hatte, stand es im Rückspiel nach 90 Minuten 1:0 für die Grazer. In der Verlängerung erzielte Riedl den 2:0-Endstand.
1972 wurde er mit 16 Toren in 28 Spielen österreichischer Torschützenkönig. Belgischer Torschützenkönig wurde er 1973 zusammen mit Rob Rensenbrink mit 16 jeweils Toren, und 1975 mit 28 Toren. 1975 bekam er zudem den „Bronzenen Schuh“ für den drittbesten Torschützen Europas. In Belgien wurde er 1975 mit Royal Antwerpen Vizemeister und Pokalfinalist und 1980 mit Standard Lüttich Vizemeister.
Alfred Riedl brachte es auf vier Einsätze in der Nationalmannschaft: 1973 bestritt er ein Qualifikationsspiel für die Europameisterschaft gegen Ungarn und 1978 drei Freundschaftsspiele. Zu den Konkurrenten um die Sturmpositionen im Nationalteam gehörten unter anderem Hans Krankl und Walter Schachner.
1991 wurde Riedl Nachfolger von Josef Hickersberger, dessen Assistent er vorher war, der ein Europameisterschaftsqualifikationsspiel auf den Färöer mit 0:1 verloren hatte, als österreichischer Teamchef. In fünf Spielen um die Qualifikation gab es da aber nur einen Sieg, wenngleich gegen die Färöer, und zwei Unentschieden. Danach trainierte er u. a. 1994–1995 Zamalek Kairo, 1997–1998 die Nationalmannschaften von Liechtenstein, die unter seiner Leitung auf ein Tor in sechs Spielen kam, und 2004–2005 Palästina.
Ab dem Jahr 2005 trainierte Alfred Riedl die vietnamesische Fußballnationalmannschaft, die er schon von 2003 bis 2004 betreut hatte. Im Dezember 2007 trat er nach Kritik von Verbandsoffiziellen an seiner Person von diesem Posten zurück.
Seit 2008 war Riedl als Cheftrainer des vietnamesischen Erstligisten Xi măng Hải Phòng tätig, wurde aber im März 2009 nach nur drei Spielen in der aktuellen Saison entlassen. Im August 2009 wurde Riedl als Trainer der laotischen U-23-Auswahl verpflichtet. Von Mai 2010 bis Juli 2011 war er Trainer der indonesischen Fußballnationalmannschaft, ab Dezember 2013 trainierte er wieder die indonesische Fußballnationalmannschaft. Riedl erhielt einen Vertrag bis 2016. Nachdem sein Vertrag ausgelaufen war, kehrte er nach Pottendorf, wo er gelebt hatte, wenn er nicht gerade eine ausländische Trainerstation innehatte, zurück und setzte sich hier zur Ruhe.
Riedl starb im September 2020 an einem Krebsleiden im Alter von 70 Jahren. Er hinterließ seine Frau Jola und zwei erwachsene Kinder.

## Stationen

### Als Spieler
- 1967 bis 1972: Austria Wien
- 1972 bis 1974: VV St. Truiden
- 1974 bis 1976: Royal Antwerpen
- 1976 bis 1980: Standard Lüttich
- 1980 bis 1982: Grazer AK
- 1982 bis 1984: Wiener Sport-Club
- 1984 bis 1985: VfB Mödling

### Als Trainer
- 1983 bis 1984: Wiener Sport-Club (Co-Trainer)
- 1984 bis 1985: VfB Mödling (Co-Trainer)
- 1986 bis 1987: ASK Kottingbrunn
- 1987 bis 1988: Austria Wien (Co-Trainer)
- 1988 bis 1989: Ittihad FC (Jugend)
- 1989 bis 1990: Wiener Sport-Club
- 1990 bis 1991: Österreichische Nationalmannschaft
- 1991 bis 1993: Favoritner AC
- 1993: SV Oberwart
- 1993 bis 1994: Olympique Khouribga
- 1994: Al Zamalek SC
- 1996 bis 1997: Iranische Nationalmannschaft (Sportdirektor)
- 1997 bis 1998: Liechtensteinische Nationalmannschaft
- 1998 bis 2001: Vietnamesische Nationalmannschaft
- 2001 bis 2002: Al Salmiya Club
- 2003: Vietnamesische Nationalmannschaft
- 2003 bis 2004: Palästinensische Nationalmannschaft
- 2005 bis 2007: Vietnamesische Nationalmannschaft
- 2008 bis 2009: Hải Phòng FC
- 2009 bis 2010: Laotische Nationalmannschaft
- 2010 bis 2011: Indonesische Nationalmannschaft
- 2013 bis 2015: Indonesische Nationalmannschaft
- 2015: PSM Makassar
- 2016: Indonesische Nationalmannschaft

## Erfolge
Auszeichnungen
- Torschützenkönig der belgischen Ersten Division: 1973, 1975
- 1 × „Bronzener Schuh“ als Europas drittbester Torjäger: 1975

## ÖFB-Länderspiele unter Teamchef Alfred Riedl
| Spiele | Siege | Remis | Niederlagen | Tore | TD  |
| ------ | ----- | ----- | ----------- | ---- | --- |
| 8      | 1     | 3     | 4           | 6:16 | −10 |

| Nr. | Datum      | Ergebnis | Gegner      |   | Austragungsort  | Anlass                  |
| --- | ---------- | -------- | ----------- | - | --------------- | ----------------------- |
| 523 | 31.10.1990 | 1:4      | Jugoslawien | A | Belgrad (YUG)   | EM 1992 – Qualifikation |
| 524 | 14.11.1990 | 0:0      | Nordirland  | H | Wien            | EM 1992 – Qualifikation |
| 525 | 17.04.1991 | 0:0      | Norwegen    | H | Wien            |                         |
| 526 | 01.05.1991 | 0:6      | Schweden    | A | Stockholm (SWE) |                         |
| 527 | 22.05.1991 | 3:0      | Färöer      | H | Salzburg        | EM 1992 – Qualifikation |
| 528 | 05.06.1991 | 1:2      | Dänemark    | A | Odense (DEN)    | EM 1992 – Qualifikation |
| 529 | 04.09.1991 | 1:1      | Portugal    | A | Porto (POR)     |                         |
| 530 | 09.10.1991 | 0:3      | Dänemark    | H | Wien            | EM 1992 – Qualifikation |

H = Heimspiel, A = Auswärtsspiel, Sieg Österreichs, Unentschieden, Niederlage